# Шпіллер Наталія Дмитрівна
Шпі́ллер Ната́лія Дми́трівна (нар. 20 листопада 1909, Київ — пом. 1995, Москва) — видатна радянська оперна співачка, музичний педагог та громадський діяч. Народна артистка РРФСР.

## Життєпис
Народилась 20 листопада 1909 року в Києві.
У 1931 році закінчила Київську консерваторію (клас Олександри Шперлінг) й поступила солісткою трупи Куйбишевського театру опери та балету.
У 1935 році перейшла до Большого театру в Москві, де виступала до 1958 року. Також виступала як концертна співачка.
З 1950 року почала викладати в Музично-педагогічному інституті імені Гнесіних, з 1963 року — професор. У 1964–1975 роках очолювала кафедру оперної підготовки, а у 1975–1979 — кафедру сольного співу. Серед її учнів — народний артист України Сергій Миколайович Павлінов.
Член Спілки театральних діячів РРФСР з 1950 року.
З 1969 року — голова ради вокально-творчого кабінету А. В. Нежданової й Науково-методичної ради з вокальної освіти при Міністерстві культури Росії.
Н. Д. Шпіллер — автор рецензій та науково-методичних статей.
Померла у 1995 році в Москві.

## Родина
Н. Д. Шпіллер була одружена з музикантом Святославом Кнушевицьким.
Її мати — М. М. Полякова була співачкою, ученицею Є. А. Лавровської.
Брат — Шпіллер Всеволод Дмитрович — протоієрей, священик Російської православної церкви.

## Нагороди
- Орден Леніна (1971).
- Орден Дружби народів (1976).
- Заслужена артистка РРФСР (1942).
- Народна артистка РРФСР (1947).
- Сталінська премія I ступеня (1943) — за виконання партії Матільди в оперному спектаклі «Вільгельм Телль» Дж. Россіні.
- Сталінська премія I ступеня (1950) — за виконання партії Волхови в оперному спектаклі «Садко» М. А. Римського-Корсакова.
- Сталінська премія II ступеня (1941) — за значні досягнення в галузі театрально-вокального мистецтва.

## Пам'ять
- 28.X — 01.XI 2014 року в Російській академії музики імені Гнесіних відбувся I Всеросійський конкурс вокалістів імені Наталії Шпіллер[2]. Нині — Міжнародний конкурс вокалістів Наталії Шпіллер «Шедеври російської музики»[3]. За роки свого існування змагання стало одним із головних заходів творчого життя Гнесінки.

## Цікаві факти
Отриману в березні 1943 року Сталінську премію 1-го ступеня в розмірі 100 000 карбованців за оперний спектакль «Вільгельм Телль» була передана Н. Д. Шпіллер разом з колективом ГАБТу на будівництво авіаційної ескадрильї «Лауреат Сталінської премії».